# Championnat d'Europe de keirin féminin (moins de 23 ans)
Le Championnat d'Europe de keirin féminin moins de 23 ans est le championnat d'Europe de keirin organisé annuellement par l'Union européenne de cyclisme pour les cyclistes âgées de moins de 23 ans. Le championnat organisé depuis 2003, a lieu dans le cadre des championnats d'Europe de cyclisme sur piste juniors et espoirs.

## Palmarès
| Année | Or                       | Argent                   | Bronze                   |
| ----- | ------------------------ | ------------------------ | ------------------------ |
| 2003  | Tamilla Abassova         | Christin Muche           | Yulia Aroustamova        |
| 2004  | Clara Sanchez            | Christin Muche           | Ekaterina Merzlikina     |
| 2005  | Christin Muche           | Clara Sanchez            | Anastasia Tchulkova      |
| 2006  | Jane Gerisch             | Annalisa Cucinotta       | Magdalena Sara           |
| 2007  | Anna Blyth               | Jane Gerisch             | Lyubov Shulika           |
| 2008  | Miriam Welte             | Sandie Clair             | Lyubov Shulika           |
| 2009  | Lyubov Shulika           | Renata Dabrowska         | Olga Streltsova          |
| 2010  | Sandie Clair             | Virginie Cueff           | Charlene Delev           |
| 2011  | Victoria Baranova        | Olivia Montauban         | Ekaterina Gnidenko       |
| 2012  | Victoria Baranova        | Elena Brezhniva          | Rebecca James            |
| 2013  | Shanne Braspennincx      | Olivia Montauban         | Yesna Rijkhoff           |
| 2014  | Elis Ligtlee             | Mélissandre Pain         | Katy Marchant            |
| 2015  | Katy Marchant            | Mélissandre Pain         | Elis Ligtlee             |
| 2016  | Elis Ligtlee             | Nicky Degrendele         | Miglė Marozaitė          |
| 2017  | Hetty van de Wouw        | Tatiana Kiseleva         | Mélissandre Pain         |
| 2018  | Nicky Degrendele         | Steffie van der Peet     | Aleksandra Tolomanow     |
| 2019  | Lea Sophie Friedrich     | Steffie van der Peet     | Hetty van de Wouw        |
| 2020  | Lea Sophie Friedrich     | Nikola Sibiak            | Nikola Seremak           |
| 2021  | Ksenia Andreeva          | Yana Tyshchenko          | Alessa-Catriona Pröpster |
| 2022  | Alessa-Catriona Pröpster | Taky Marie-Divine Kouamé | Paulina Petri            |
| 2023  | Clara Schneider          | Veronika Jaborníková     | Alla Biletska            |
| 2024  | Clara Schneider          | Iona Moir                | Alla Biletska            |
| 2025  | Alina Lysenko            | Rhian Edmunds            | Iona Moir                |